# Рудине (Звечан)
Рудине (алб. Rudinë) су насеље у општини Звечан, Косово и Метохија, Република Србија. Рудине су на десној страни пута који води из Бањске за Нови Пазар, са кућама на рудинама, по којима је добило назив. Оне су ниже шумовитих брда љескове Главе, Караулишта и Чукаре.

## Гeографија
Куће су по плитким увалама и оне чине насеље разређеног типа. Село има посебне крајеве: Пајовиће до Кривача, Ерце до Летовца и Грубовицу под планином истог имена. Између Рудина и суседног Црвена је Коса, а према Грижанима је државни пут.
Сва насеља употребљавају воду с малих извора, а Недељковићи у Летовцу имају стублину од камена, Аксентијевићи у Г рубовици имају чесму у Дрљану.
Њиве су слабе услед „плитке земље“ (хумуса). Оне доносе род само када се добро наторе; „мумуруз“ се сеје у увалама у којима се и преко лета задржи влага; пасишта су по голим рудинама на местима Бачиште, Присоје, Врањевина, Долине, Долиначко Брдо, Бивољак, Ракљеви, Безистен, Златни Поток и Кућетине.

## Историја
Код Летовца је било неко старо насеље. Његово гробље је било у Грубовици, у коме се виде темељи црквине. Старих рударских окана има на Чивутској Рупи код Бачишта и на Шумнатој Чуки повише Рудина. Једно место у Летовцу назива се Градина. Ту сада нема видних остатака од утврђења. Године 1876. подигао је Дервиш–паша шанац у Летовцу. Рудине су добиле назив по травним рудинама, Летовац по месту на коме се летовало са стоком. Ту су раније била повремена сточарска насеља, која су недавно постала стална. Видни остаци старијег становништва су по свој прилици старих рудара.

## Порекло становништва по родовима
Данашње село заселили су Херцеговци у почетку 19. века. Оснивачи су:
- Ерци, Костићи, 3 куће, Аксентијевићи, 1 кућа, слава Св. Никола у Грубовици. Они се по својој матици називају Ерцима (Херцеговцима); имају крвне рођаке у Вучој на Ибру и у Здравињу у Топлици. Крајем 19. века био је парох цркве села Плоче, под Жељином, јереј Недељко Ерчевић „с Кадијаче“.
- Пејовићи, 4 кућа, слава Нова Година, су из племена Васојевићи, дошли су после Ераца из Рожаја; имају крвне рођаке у Зрносеку у копаоничком Ибру и негде у Топлици.

У Летовцу су:
- Недељковић, 1 кућа, слава Св. Јован Главосек, отац Дробњак досељен из Извора на Рогозни.
- Живковићи, 5 кућа, слава Св. Никола, су од Радовановића из бањске Жеровнице, пореклом су из племена племена Кучи.

## Демографија
Према проценама из 2009. године које су коришћене за попис на Косову 2011. године, ово насеље је имало 47 становника, већина Срби.
| Година       | 1948 | 1953 | 1961 | 1971 | 1981 | 1991 | 2011 |
| ------------ | ---- | ---- | ---- | ---- | ---- | ---- | ---- |
| Становништво | 149  | 165  | 161  | 112  | 63   | 25   | 47   |

|  |

## Становништво
Према попису из 1981. године у насељу већинско становништво су били Срби.
| Етнички састав према попису из 1981.‍ | Етнички састав према попису из 1981.‍ | Етнички састав према попису из 1981.‍ | Етнички састав према попису из 1981.‍ | Етнички састав према попису из 1981.‍ |
| ------------------------------------ | ------------------------------------ | ------------------------------------ | ------------------------------------ | ------------------------------------ |
|                                      |                                      |                                      |                                      |                                      |
| Срби                                 | Срби                                 |                                      | 63                                   | 100%                                 |
| Укупно: 63                           |                                      |                                      |                                      |                                      |